# (32569) Deming
(32569) Deming (2001 QW71) – planetoida z grupy pasa głównego asteroid okrążająca Słońce w ciągu 4,84 lat w średniej odległości 2,86 j.a. Odkryta 20 sierpnia 2001 roku.